# Minh Khai, Cao Bằng
Minh Khai là một xã thuộc tỉnh Cao Bằng, Việt Nam.

## Địa lý
Xã Minh Khai nằm ở phía tây huyện Thạch An, có vị trí địa lý:
- Phía đông giáp xã Canh Tân và xã Đức Thông
- Phía tây giáp tỉnh Bắc Kạn
- Phía nam giáp tỉnh Lạng Sơn và xã Quang Trọng
- Phía bắc giáp các huyện Hòa An, Nguyên Bình và xã Canh Tân.

Xã Minh Khai có diện tích 88,53 km², dân số năm 2019 là 2.023 người, mật độ dân số đạt 23 người/km².
Trên địa bàn xã có một số ngọn núi như khau Dáy, khau Động, Khuổi Bải, khau Lỉn, Mây Mẹo, khau Mực, Cạm Tén, Bioóc Lương, Pích Ca, khau Tầu, khau Siểm. Xã có tỉnh lộ 209 chạy qua địa bàn từ bắc xuống nam. Ngoài sông Minh Khai, xã Minh Khai còn có hai suối là nậm Nặm Cung và nậm Nặm Tàn.

## Lịch sử
Sau năm 1975, Minh Khai là một xã thuộc huyện Thạch An.
Đến năm 2019, xã Minh Khai được chia thành 11 xóm: Chông Cá, Khau Siểm, Khuổi Áng, Bjoóc Lương, Nà Đỏng, Nà Kẻ, Nà Lẹng, Nà Sèn, Nặm Cáp, Nặm Tàn, Pác Duốc.
Ngày 9 tháng 9 năm 2019, Hội đồng Nhân dân tỉnh Cao Bằng ban hành Nghị quyết số 27/NQ-HĐND về việc:
- Sáp nhập hai xóm Pác Duốc và Nặm Cáp thành xóm Pác Nặm
- Sáp nhập xóm Khuổi Áng vào xóm Nà Sèn
- Sáp nhập xóm Nà Lẹng vào xóm Nà Kẻ
- Sáp nhập xóm Bjoóc Lương vào xóm Nặm Tàn.

## Hành chính
Xã Minh Khai được chia thành 7 xóm: Chông Cá, Khau Siểm, Nà Đỏng, Nà Kẻ, Nà Sèn, Nặm Tàn, Pác Nặm.